# Champagne-sur-Loue
Champagne-sur-Loué ist eine französische Gemeinde im Département Jura in der Region Bourgogne-Franche-Comté. Sie gehört zum Arrondissement Dole und zum Kanton Mont-sous-Vaudrey.
Sie grenzt im Norden an das Département Doubs und somit an die Gemeinden Arc-et-Senans, Liesle und Buffard. Die Nachbargemeinden im Département Jura sind Port-Lesney im Südosten und Cramans im Südwesten.

## Bevölkerungsentwicklung
| Jahr                       | 1962 | 1968 | 1975 | 1982 | 1990 | 1999 | 2008 | 2017 |
| Einwohner                  | 130  | 122  | 117  | 107  | 108  | 116  | 130  | 125  |
| Quellen: Cassini und INSEE |      |      |      |      |      |      |      |      |

## Wirtschaft
Die Rebflächen in Champagne-sur-Loué gehören zum Weinanbaugebiet Côtes du Jura.

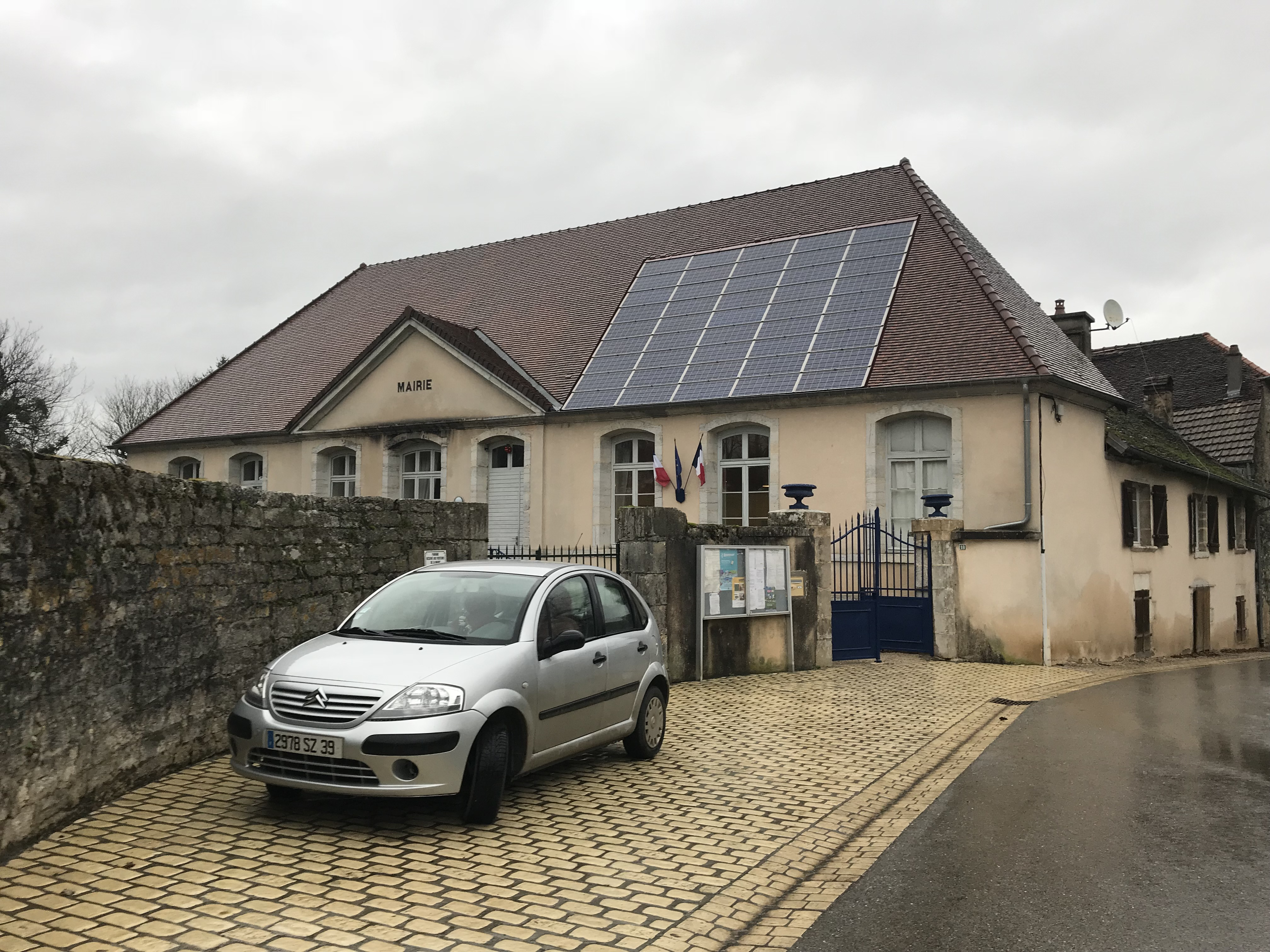
Mairie Champagne-sur-Loue
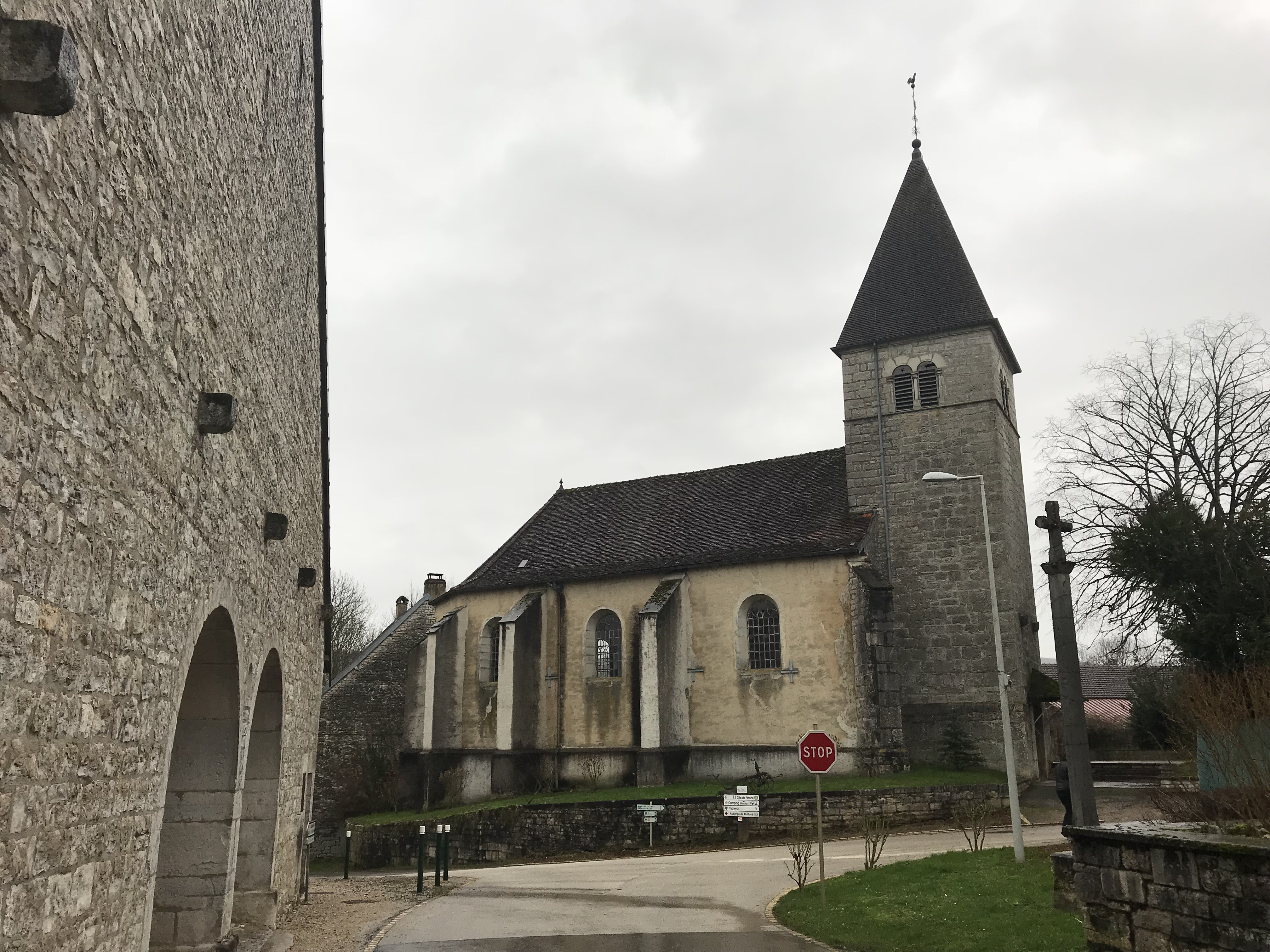
Kirche Saint Ferréol-Saint-Ferjeux